# Иевлев, Иван Васильевич
И́евлев Ива́н Васи́льевич (9 января 1928, дер. Верхний Выльыб Усть-Вымского уезда АО Коми (Зырян) (ныне Удорского района Республики Коми) — 11 июня 2015, Санкт-Петербург) — советский и российский горняк, организатор производства, генеральный директор комбината «Интауголь» (1975—1987).

## Биография
Иван Васильевич Иевлев родился в деревне Верхний Выльыб (ныне Удорского района Республики Коми). В 1949 г. окончил Воркутинский горный техникум, а в 1954 г. — Московский горный институт (сейчас — Горный институт НИТУ «МИСиС») по специальности «Разработка месторождений полезных ископаемых /подземная разработка пластовых месторождений».
Трудовую деятельность начал на шахте № 9 (впоследствии «Капитальная») комбината «Интауголь». Работал начальником участка вентиляции, помощником начальника и начальником добычного участка, заместителем главного инженера и главным инженером, а в 1964 г. стал директором шахты «Капитальная».
На протяжении длительного времени И. В. Иевлев обеспечивал устойчивую работу шахты, сделав из шахты «Капитальная» образец технического прогресса в горном деле и лабораторию применения передовых форм организации труда. Здесь под руководством и при прямом участии И. В. Иевлева были разработаны новые прогрессивные технологии нарезки выработок и выемки угля с применением новых типов крепей, новых угольных комбайнов, на основе комплексной механизации основных процессов угледобычи.
В период его руководства шахтой коллектив шахты «Капитальная» неоднократно устанавливал рекорды по добыче угля и проходке горных выработок. Так, в 1965 г. добычная бригада, руководимая Т. Тухбатовым, установила рекорд, добыв за месяц из лавы с индивидуальным креплением 51,6 тыс. т угля, а в 1966 г. бригадой проходчиков К. Медова было пройдено за месяц буро-взрывным способом 1210 м подземной выработки.
В результате успехи коллектива шахты «Капитальная» были признаны не только в пределах республики Коми, но и на уровне Советского Союза. Шахте, первой среди угольных предприятий СССР, было присвоено звание «предприятия коммунистического труда». В 1966 г. по итогам выполнения семилетнего плана шахта была награждена орденом Трудового Красного Знамени.
В 1974 г. И. В. Иевлев был выдвинут на должность директора по производству комбината «Интауголь», а с 1975 по 1987 г. возглавлял комбинат «Интауголь». Его деятельность на посту генерального директора была направлена на развитие производственного потенциала шахт Инты, повышение их технического уровня, достижение высоких технико-экономических показателей производства.
После выхода на пенсию в 1987 году был заместителем председателя Коми республиканской общественной организации ветеранов войны, труда, Вооружённых сил и правоохранительных органов. За активную деятельность первым в республике удостоен ордена «За заслуги в ветеранском движении».
11 июня 2015 года скончался в Санкт-Петербурге на 87 году жизни, похоронен в Сыктывкаре.

## Признание
Плодотворная трудовая деятельность И. В. Иевлева отмечена многими государственными и ведомственными наградами, среди которых ордена Ленина, Трудового Красного Знамени, «Знак Почёта». Полный кавалер знака «Шахтёрская слава», был удостоен почётных званий «Заслуженный шахтёр РСФСР», «Заслуженный работник народного хозяйства Коми АССР».
Был делегатом XXVI съезда КПСС. Депутат Верховного Совета СССР VII созыва, Верховного Совета Коми АССР IX и X созывов, член Президиума Верховного Совета Коми АССР.